# Saint-Laurent-d'Oingt
Saint-Laurent-d'Oingt era una comuna francesa situada en el departamento de Ródano, de la región de Auvernia-Ródano-Alpes, que el uno de enero de 2017 pasó a ser una comuna delegada de la comuna nueva de Val-d'Oingt al unirse con las comunas de Le Bois-d'Oingt y Oingt.

## Demografía
| Gráfica de evolución demográfica de Saint-Laurent-d'Oingt entre 1800 y 2014 |
|                                                                             |

Los datos demográficos contemplados en este gráfico de la comuna de Saint-Laurent-d'Oingt se han cogido de 1800 a 1999 de la página francesa EHESS/Cassini, y los demás datos de la página del INSEE.